# Список астероїдів (10101—10200)
| Назва                                   | Тимчасове позначення | Дата відкриття    | Місце відкриття                   | Відкривач                        |
| --------------------------------------- | -------------------- | ----------------- | --------------------------------- | -------------------------------- |
| 10101 Фур'є (Fourier)                   | 1992 BM2             | 30 січня 1992     | Обсерваторія Ла-Сілья             | Ерік Вальтер Ельст               |
| 10102 Діґергувуд (Digerhuvud)           | 1992 DA6             | 29 лютого 1992    | Обсерваторія Ла-Сілья             | UESAC                            |
| 10103 Юнгфран (Jungfrun)                | 1992 DB9             | 29 лютого 1992    | Обсерваторія Ла-Сілья             | UESAC                            |
| 10104 Хобурґсґаббен (Hoburgsgubben)     | 1992 EY9             | 2 березня 1992    | Обсерваторія Ла-Сілья             | UESAC                            |
| 10105 Холмюлар (Holmhallar)             | 1992 EM12            | 6 березня 1992    | Обсерваторія Ла-Сілья             | UESAC                            |
| 10106 Лерґрав (Lergrav)                 | 1992 EV15            | 1 березня 1992    | Обсерваторія Ла-Сілья             | UESAC                            |
| 10107 Кенні (Kenny)                     | 1992 FW1             | 27 березня 1992   | Обсерваторія Сайдинг-Спрінг       | Данкан Стіл                      |
| 10108 Томлінсон (Tomlinson)             | 1992 HM              | 26 квітня 1992    | Паломарська обсерваторія          | Керолін Шумейкер, Юджин Шумейкер |
| (10109) 1992 KQ                         | 1992 KQ              | 29 травня 1992    | Паломарська обсерваторія          | Е. Гелін                         |
| (10110) 1992 LJ                         | 1992 LJ              | 3 червня 1992     | Паломарська обсерваторія          | Ґреґорі Леонард                  |
| 10111 Фреснел (Fresnel)                 | 1992 OO1             | 25 липня 1992     | Коссоль                           | Ерік Вальтер Ельст               |
| (10112) 1992 OP1                        | 1992 OP1             | 31 липня 1992     | Паломарська обсерваторія          | Генрі Гольт                      |
| (10113) 1992 PX2                        | 1992 PX2             | 6 серпня 1992     | Паломарська обсерваторія          | Генрі Гольт                      |
| 10114 Ґрейфсволд (Greifswald)           | 1992 RZ              | 4 вересня 1992    | Обсерваторія Карла Шварцшильда    | Лутц Шмадель, Ф. Бернґен         |
| (10115) 1992 SK                         | 1992 SK              | 24 вересня 1992   | Паломарська обсерваторія          | Е. Гелін, Джеффрі Алу            |
| 10116 Robertfranz                       | 1992 SJ2             | 21 вересня 1992   | Обсерваторія Карла Шварцшильда    | Ф. Бернґен, Лутц Шмадель         |
| 10117 Танікава (Tanikawa)               | 1992 TW              | 1 жовтня 1992     | Обсерваторія Кітамі               | Масаюкі Янаї, Кадзуро Ватанабе   |
| (10118) 1992 UK1                        | 1992 UK1             | 19 жовтня 1992    | Обсерваторія Кушіро               | Сейджі Уеда, Хіроші Канеда       |
| 10119 Ремарк (Remarque)                 | 1992 YC1             | 18 грудня 1992    | Коссоль                           | Ерік Вальтер Ельст               |
| 10120 Іпр (Ypres)                       | 1992 YH2             | 18 грудня 1992    | Коссоль                           | Ерік Вальтер Ельст               |
| 10121 Арзамас (Arzamas)                 | 1993 BS4             | 27 січня 1993     | Коссоль                           | Ерік Вальтер Ельст               |
| 10122 Фродінґ (Froding)                 | 1993 BC5             | 27 січня 1993     | Коссоль                           | Ерік Вальтер Ельст               |
| 10123 Фідеойя (Fideoja)                 | 1993 FJ16            | 17 березня 1993   | Обсерваторія Ла-Сілья             | UESAC                            |
| 10124 Гемс (Hemse)                      | 1993 FE23            | 21 березня 1993   | Обсерваторія Ла-Сілья             | UESAC                            |
| 10125 Стенкірка (Stenkyrka)             | 1993 FB24            | 21 березня 1993   | Обсерваторія Ла-Сілья             | UESAC                            |
| 10126 Ларбро (Larbro)                   | 1993 FW24            | 21 березня 1993   | Обсерваторія Ла-Сілья             | UESAC                            |
| 10127 Фройєл (Frojel)                   | 1993 FF26            | 21 березня 1993   | Обсерваторія Ла-Сілья             | UESAC                            |
| 10128 Бро (Bro)                         | 1993 FT31            | 19 березня 1993   | Обсерваторія Ла-Сілья             | UESAC                            |
| 10129 Фоле (Fole)                       | 1993 FO40            | 19 березня 1993   | Обсерваторія Ла-Сілья             | UESAC                            |
| 10130 Ардре (Ardre)                     | 1993 FJ50            | 19 березня 1993   | Обсерваторія Ла-Сілья             | UESAC                            |
| 10131 Stanga                            | 1993 FP73            | 21 березня 1993   | Обсерваторія Ла-Сілья             | UESAC                            |
| 10132 Луммелунда (Lummelunda)           | 1993 FL84            | 20 березня 1993   | Обсерваторія Ла-Сілья             | UESAC                            |
| (10133) 1993 GC1                        | 1993 GC1             | 15 квітня 1993    | Паломарська обсерваторія          | Генрі Гольт                      |
| (10134) 1993 HL6                        | 1993 HL6             | 17 квітня 1993    | Обсерваторія Ла-Сілья             | Анрі Дебеонь                     |
| (10135) 1993 LZ1                        | 1993 LZ1             | 13 червня 1993    | Паломарська обсерваторія          | Генрі Гольт                      |
| 10136 Ґауґуїн (Gauguin)                 | 1993 OM3             | 20 липня 1993     | Обсерваторія Ла-Сілья             | Ерік Вальтер Ельст               |
| 10137 Фукідід (Thucydides)              | 1993 PV6             | 15 серпня 1993    | Коссоль                           | Ерік Вальтер Ельст               |
| 10138 Отаніхіросі (Ohtanihiroshi)       | 1993 SS1             | 16 вересня 1993   | Обсерваторія Кітамі               | Кін Ендате, Кадзуро Ватанабе     |
| 10139 Ронсард (Ronsard)                 | 1993 ST4             | 19 вересня 1993   | Коссоль                           | Ерік Вальтер Ельст               |
| 10140 Війон (Villon)                    | 1993 SX4             | 19 вересня 1993   | Коссоль                           | Ерік Вальтер Ельст               |
| 10141 Ґотенба (Gotenba)                 | 1993 VE              | 5 листопада 1993  | Обсерваторія Кійосато             | Сатору Отомо                     |
| 10142 Сакка (Sakka)                     | 1993 VG1             | 15 листопада 1993 | Обсерваторія Дінік                | Ацуші Суґіе                      |
| 10143 Камогава (Kamogawa)               | 1994 AP1             | 8 січня 1994      | Обсерваторія Дінік                | Ацуші Суґіе                      |
| (10144) 1994 AB2                        | 1994 AB2             | 9 січня 1994      | Обсерваторія Яцуґатаке-Кобутізава | Йошіо Кушіда, Осаму Мурамацу     |
| (10145) 1994 CK1                        | 1994 CK1             | 10 лютого 1994    | Обсерваторія Кітт-Пік             | Spacewatch                       |
| 10146 Мукаітадасі (Mukaitadashi)        | 1994 CV1             | 8 лютого 1994     | Обсерваторія Кітамі               | Кін Ендате, Кадзуро Ватанабе     |
| 10147 Мізуґацука (Mizugatsuka)          | 1994 CK2             | 13 лютого 1994    | Обсерваторія Оїдзумі              | Такао Кобаяші                    |
| 10148 Сірасе (Shirase)                  | 1994 GR9             | 14 квітня 1994    | Обсерваторія Кійосато             | Сатору Отомо                     |
| 10149 Каваня (Cavagna)                  | 1994 PA              | 3 серпня 1994     | Обсерваторія Пістоїєзе            | Маура Томбеллі, Андреа Боаттіні  |
| (10150) 1994 PN                         | 1994 PN              | 7 серпня 1994     | Обсерваторія Сайдинг-Спрінг       | Ґордон Ґаррард                   |
| 10151 Рубенс (Rubens)                   | 1994 PF22            | 12 серпня 1994    | Обсерваторія Ла-Сілья             | Ерік Вальтер Ельст               |
| 10152 Укітіро (Ukichiro)                | 1994 RJ11            | 11 вересня 1994   | Обсерваторія Кійосато             | Сатору Отомо                     |
| 10153 Ґолдмен (Goldman)                 | 1994 UB              | 26 жовтня 1994    | Обсерваторія Садбері              | Денніс ді Сікко                  |
| 10154 Танукі (Tanuki)                   | 1994 UH              | 31 жовтня 1994    | Обсерваторія Оїдзумі              | Такао Кобаяші                    |
| 10155 Нумаґуті (Numaguti)               | 1994 VZ2             | 4 листопада 1994  | Обсерваторія Кітамі               | Кін Ендате, Кадзуро Ватанабе     |
| (10156) 1994 VQ7                        | 1994 VQ7             | 7 листопада 1994  | Обсерваторія Кушіро               | Сейджі Уеда, Хіроші Канеда       |
| 10157 Асаґірі (Asagiri)                 | 1994 WE1             | 27 листопада 1994 | Обсерваторія Оїдзумі              | Такао Кобаяші                    |
| 10158 Таробо (Taroubou)                 | 1994 XK              | 3 грудня 1994     | Обсерваторія Оїдзумі              | Такао Кобаяші                    |
| 10159 Токара (Tokara)                   | 1994 XS4             | 9 грудня 1994     | Обсерваторія Оїдзумі              | Такао Кобаяші                    |
| 10160 Тоторо (Totoro)                   | 1994 YQ1             | 31 грудня 1994    | Обсерваторія Оїдзумі              | Такао Кобаяші                    |
| 10161 Наканосіма (Nakanoshima)          | 1994 YZ1             | 31 грудня 1994    | Обсерваторія Оїдзумі              | Такао Кобаяші                    |
| 10162 Іссумбосі (Issunboushi)           | 1995 AL              | 2 січня 1995      | Обсерваторія Одзіма               | Тсунео Ніїдзіма, Такеші Урата    |
| 10163 Ономіті (Onomichi)                | 1995 BH1             | 26 січня 1995     | Обсерваторія Кума Коґен           | Акімаса Накамура                 |
| 10164 Акусекіїма (Akusekijima)          | 1995 BS1             | 27 січня 1995     | Обсерваторія Оїдзумі              | Такао Кобаяші                    |
| (10165) 1995 BL2                        | 1995 BL2             | 31 січня 1995     | Обсерваторія Кітт-Пік             | Spacewatch                       |
| 10166 Такарадзіма (Takarajima)          | 1995 BN3             | 30 січня 1995     | Обсерваторія Оїдзумі              | Такао Кобаяші                    |
| 10167 Йосіватайсо (Yoshiwatiso)         | 1995 BQ15            | 31 січня 1995     | Обсерваторія Ґейсей               | Тсутому Секі                     |
| 10168 Стоуні Рідж (Stony Ridge)         | 1995 CN              | 4 лютого 1995     | Обсерваторія Стоуні-Рідж          | Дж. Чайльд, Джон Роджерс         |
| 10169 Оґасавара (Ogasawara)             | 1995 DK              | 21 лютого 1995    | Обсерваторія Оїдзумі              | Такао Кобаяші                    |
| 10170 Петрякеш (Petrjakes)              | 1995 DA1             | 22 лютого 1995    | Обсерваторія Клеть                | Мілош Тіхі, Зденек Моравец       |
| 10171 Такаотенґу (Takaotengu)           | 1995 EE8             | 7 березня 1995    | Нюкаса                            | Масанорі Хірасава, Шохеї Судзукі |
| 10172 Гамфріс (Humphreys)               | 1995 FW19            | 31 березня 1995   | Обсерваторія Кітт-Пік             | Spacewatch                       |
| 10173 Ганзелказікмунд (Hanzelkazikmund) | 1995 HA              | 21 квітня 1995    | Обсерваторія Ондржейов            | Петр Правец, Ленка Коткова       |
| 10174 Емічка (Emicka)                   | 1995 JD              | 2 травня 1995     | Обсерваторія Клеть                | Зденек Моравец                   |
| 10175 Енона (Aenona)                    | 1996 CR1             | 14 лютого 1996    | Вішнянська обсерваторія           | Корадо Корлевіч, Дамір Матковіч  |
| 10176 Ґайяветторі (Gaiavettori)         | 1996 CW7             | 14 лютого 1996    | Обсерваторія Азіаґо               | Маура Томбеллі, Уліссе Мунарі    |
| 10177 Еллісон (Ellison)                 | 1996 CK9             | 10 лютого 1996    | Обсерваторія Кітт-Пік             | Spacewatch                       |
| 10178 Ірікі (Iriki)                     | 1996 DD              | 18 лютого 1996    | Обсерваторія Оїдзумі              | Такао Кобаяші                    |
| 10179 Ісіґакі (Ishigaki)                | 1996 DE              | 18 лютого 1996    | Обсерваторія Оїдзумі              | Такао Кобаяші                    |
| (10180) 1996 EE2                        | 1996 EE2             | 15 березня 1996   | Обсерваторія Лумбера              | Ґордон Ґаррард                   |
| 10181 Девідакомба (Davidacomba)         | 1996 FP3             | 26 березня 1996   | Прескоттська обсерваторія         | Пол Комба                        |
| 10182 Дзюнкобівакі (Junkobiwaki)        | 1996 FL5             | 20 березня 1996   | Обсерваторія Кітамі               | Кін Ендате, Кадзуро Ватанабе     |
| 10183 Ампере (Ampere)                   | 1996 GV20            | 15 квітня 1996    | Обсерваторія Ла-Сілья             | Ерік Вальтер Ельст               |
| 10184 Ґальвані (Galvani)                | 1996 HC19            | 18 квітня 1996    | Обсерваторія Ла-Сілья             | Ерік Вальтер Ельст               |
| 10185 Гауді (Gaudi)                     | 1996 HD21            | 18 квітня 1996    | Обсерваторія Ла-Сілья             | Ерік Вальтер Ельст               |
| 10186 Альбеніз (Albeniz)                | 1996 HD24            | 20 квітня 1996    | Обсерваторія Ла-Сілья             | Ерік Вальтер Ельст               |
| (10187) 1996 JV                         | 1996 JV              | 12 травня 1996    | Огляд Каталіна                    | Тімоті Спар                      |
| 10188 Ясуойонеда (Yasuoyoneda)          | 1996 JY              | 14 травня 1996    | Моріяма (Сіґа)                    | Роберт Макнот, Ясукадзу Ікарі    |
| 10189 Норманроквел (Normanrockwell)     | 1996 JK16            | 15 травня 1996    | Обсерваторія Кітт-Пік             | Spacewatch                       |
| (10190) 1996 NC                         | 1996 NC              | 14 липня 1996     | Обсерваторія Галеакала            | NEAT                             |
| (10191) 1996 NU1                        | 1996 NU1             | 14 липня 1996     | Обсерваторія Галеакала            | NEAT                             |
| (10192) 1996 OQ1                        | 1996 OQ1             | 20 липня 1996     | Станція Сінлун                    | SCAP                             |
| 10193 Нішімото (Nishimoto)              | 1996 PR1             | 8 серпня 1996     | Обсерваторія Галеакала            | AMOS                             |
| (10194) 1996 QN1                        | 1996 QN1             | 18 серпня 1996    | Обсерваторія Ренд                 | Джордж Віском                    |
| 10195 Небраска (Nebraska)               | 1996 RS5             | 13 вересня 1996   | Обсерваторія Лайм-Крік            | Роберт Ліндергольм               |
| (10196) 1996 TJ15                       | 1996 TJ15            | 9 жовтня 1996     | Обсерваторія Кушіро               | Сейджі Уеда, Хіроші Канеда       |
| 10197 Сеніґаллієзі (Senigalliesi)       | 1996 UO              | 18 жовтня 1996    | П'яноро                           | Вітторіо Ґоретті                 |
| 10198 Пінеллі (Pinelli)                 | 1996 XN26            | 6 грудня 1996     | Обсерваторія Азіаґо               | Маура Томбеллі, Уліссе Мунарі    |
| 10199 Харікло (Chariklo)                | 1997 CU26            | 15 лютого 1997    |                                   |                                  |
| 10200 Квадрі (Quadri)                   | 1997 NZ2             | 7 липня 1997      | П'яноро                           | Вітторіо Ґоретті                 |

| ← Астероїди 10001—20000 → |             |             |             |             |             |             |             |             |             |
| 10001—10100               | 11001—11100 | 12001—12100 | 13001—13100 | 14001—14100 | 15001—15100 | 16001—16100 | 17001—17100 | 18001—18100 | 19001—19100 |
| 10101—10200               | 11101—11200 | 12101—12200 | 13101—13200 | 14101—14200 | 15101—15200 | 16101—16200 | 17101—17200 | 18101—18200 | 19101—19200 |
| 10201—10300               | 11201—11300 | 12201—12300 | 13201—13300 | 14201—14300 | 15201—15300 | 16201—16300 | 17201—17300 | 18201—18300 | 19201—19300 |
| 10301—10400               | 11301—11400 | 12301—12400 | 13301—13400 | 14301—14400 | 15301—15400 | 16301—16400 | 17301—17400 | 18301—18400 | 19301—19400 |
| 10401—10500               | 11401—11500 | 12401—12500 | 13401—13500 | 14401—14500 | 15401—15500 | 16401—16500 | 17401—17500 | 18401—18500 | 19401—19500 |
| 10501—10600               | 11501—11600 | 12501—12600 | 13501—13600 | 14501—14600 | 15501—15600 | 16501—16600 | 17501—17600 | 18501—18600 | 19501—19600 |
| 10601—10700               | 11601—11700 | 12601—12700 | 13601—13700 | 14601—14700 | 15601—15700 | 16601—16700 | 17601—17700 | 18601—18700 | 19601—19700 |
| 10701—10800               | 11701—11800 | 12701—12800 | 13701—13800 | 14701—14800 | 15701—15800 | 16701—16800 | 17701—17800 | 18701—18800 | 19701—19800 |
| 10801—10900               | 11801—11900 | 12801—12900 | 13801—13900 | 14801—14900 | 15801—15900 | 16801—16900 | 17801—17900 | 18801—18900 | 19801—19900 |
| 10901—11000               | 11901—12000 | 12901—13000 | 13901—14000 | 14901—15000 | 15901—16000 | 16901—17000 | 17901—18000 | 18901—19000 | 19901—20000 |